# Јована Николић (клизачица)
Јована Николић (Београд, 27. април 1989) је клизачица у уметничком клизању. До сада је 6 пута освајала злато, 2 пута сребро, 2 пута бронзу на националним првенствима у различитим категоријама. У јуниорској категорији на државном првенству за 2005. годину освојила је прво место, а 2003. и 2006. годину друго место. До сада је учествовала само на два јуниорска гранд такмичења. На међународним такмичењима освајала је златне, сребрне и бронзане медаље у свим категоријама до сениорске.

## Такмичарски резултати
| Догађај                        | децембар, 2000. | новембар, 2001. | јанар, 2003. | март, 2005. | април, 2006. |
| ------------------------------ | --------------- | --------------- | ------------ | ----------- | ------------ |
| Национално првенство           | 1 ml.j          | 1 ml.j          | 2j           | 1j          | 2j           |
| Јуниорски гран при у Мађарској |                 |                 |              |             | 24           |
| Јуниорски гран при у Бугарској |                 |                 |              | 30          |              |